# Dalibor Dragić
Dalibor Dragić (* 23. Juni 1972 in Prijedor) ist ein ehemaliger bosnischer Fußballspieler.

## Karriere
Dragić begann seine Karriere beim FK Borac Banja Luka, bei dem er ab 1991 auch in der ersten Mannschaft spielte. Zur Saison 1997/98 wechselte er in die BR Jugoslawien zum FK Vojvodina. In der Vojvodina verbrachte er drei Jahre. Zur Saison 2000/01 wechselte er zu Lewski Sofia nach Bulgarien. Mit Lewski wurde er sowohl 2001 als auch 2002 bulgarischer Meister. Im Januar 2003 wechselte er innerhalb der Parwa liga zu Tscherno More Warna.
Zur Saison 2003/04 schloss Dragić sich dem österreichischen Bundesligisten SV Mattersburg an. Im Burgenland kam er zu 34 Einsätzen in der Bundesliga. Nach einem Jahr in Österreich kehrte der Verteidiger wieder nach Bulgarien zurück und schloss sich Marek Dupniza an. Zur Saison 2005/06 kehrte er nach Banja Luka zurück. Nach einem Halbjahr in Bosnien wechselte er im Januar 2006 nach Aserbaidschan zum PFK Turan Tovuz. Im Januar 2007 wechselte er nach Serbien zum FK Mladost Apatin. Dieser musste jedoch am Ende der Saison 2006/07 aufgrund von finanziellen Problemen aus der SuperLiga absteigen, woraufhin Dragić den Klub wieder verließ.
Diesmal wechselte der Bosnier nach Malaysia zum Sabah FA. Nach zwei Spielzeiten in Asien kehrte er zur Saison 2009/10 nach Serbien zurück und wechselte zum Zweitligisten FK Proleter Novi Sad. Für Proleter kam er zu 29 Einsätzen in der Prva Liga. Zur Saison 2010/11 wechselte er in seine Heimat Prijedor zum FK Rudar. Für Rudar absolvierte er insgesamt 35 Partien in der Premijer Liga. Im Januar 2012 wechselte er noch ein zweites Mal nach Malaysia, diesmal zu FELDA United, wo er im Sommer desselben Jahres seine Karriere beendete.